# Autostrada A565 (Niemcy)
Autostrada A565 (niem. Bundesautobahn 565 (BAB 565) także Autobahn 565 (A565)) – autostrada w Niemczech przebiegająca  z północy na południe stanowiąc północną i zachodnią część autostradowej obwodnicy Bonn oraz łączy autostradę A59 z autostradą A555 i dalej z autostradą A61 koło Meckenheim w Nadrenii Północnej-Westfalii.